# César Escola
César Enrique Escola Becerra (Buenos Aires, 20 de junio de 1961) es un músico, compositor, presentador y director musical argentino nacionalizado colombiano, país en el que reside desde hace más de treinta años. Ha compuesto música para numerosos programas de televisión, ha participado en musicales tanto en Argentina como en Colombia y ha trabajado como presentador de televisión y jurado en concursos como Do Re millones, la orquesta de la fortuna, La banda francotiradores y Yo me llamo.

## Biografía
César Escola comenzó a estudiar piano desde pequeño. En Argentina trabajó en teatro como músico y llegó a Colombia en 1989 para el montaje del musical Sugar. En 1998 inició su carrera en RCN Televisión como presentador, mientras alternaba con su faceta de compositor. En 2005 se vinculó a Caracol Televisión. Su estatura es de 1,77 metros.

## Teatro
- La cage aux folles, Teatro Metropolitan, Buenos Aires.
- Cabaret, Teatro Metropolitan, Buenos Aires.
- Yo y mi chica, Teatro Astral, Buenos Aires.
- Sugar, Teatro Jorge Eliécer Gaitán, Bogotá.
- La mujer del año, Teatro Jorge Eliécer Gaitán, Bogotá.
- La jaula de las locas, Teatro Jorge Eliécer Gaitán, Bogotá.
- Véanme, Teatro Nacional, Bogotá.
- El regreso del tigre, Teatro Nacional, Bogotá.[1]
- La invencible Molly Brown, Teatro Colsubsidio, Bogotá.
- Peter Pan, Teatro Colsubsidio, Bogotá.
- Sorprendidas II, Teatro Libre de Bogotá, Bogotá.[2]
- Los caballeros las prefieren rubias, Teatro Colsubsidio, Bogotá.[3]
- El soldadito de plomo, Teatro Colsubsidio, Bogotá.[4]
- Cabaret, Teatro Nacional, Bogotá.[5]
- La tiendita del horror, Teatro Arlequín, Bogotá.[6]
- Chicago, Teatro Royal Center, Bogotá.[7]

## Canciones para Televisión
- Sangre de lobos, Producciones JES
- La maldición del paraíso, Producciones JES
- Locos videos, Producciones JES
- Los Reencauchados, Cenpro TV
- Cinescape, Cenpro TV
- Las Marías, Teleset S.A.
- La invencible mujer piraña, Teleset S.A.
- Tadeo Clonado, Teleset S.A.
- Fantástico, Canal Uno
- Sweet, Colombiana de Televisión
- Irene y Simón, Producciones Bernardo Romero Pereiro
- Francotiradores, RCN Televisión
- Crónicas de catre, Producciones PUNCH
- Entre Amores, Televideo S.A.
- Yo soy Betty, la fea. RCN Televisión[8]
- Fuera de Lugar, RCN Televisión
- Las tardes de María C, RCN Televisión
- Ecomoda, RCN Televisión
- Sopa de letras, Señal Colombia
- Premios Tvynovelas 2003, RCN Televisión
- A.M.A. La Academia, RCN Televisión
- Hola Escola, CM& Televisión
- Circo Romano, Caracol Television
- Día a día, Caracol Television
- Capital Noticias, Canal Capital
- Los Caballeros las prefieren brutas, Sony Entertainment Television
- Clase Ejecutiva, Caracol Television
- Amar y temer, Caracol Television
- Primera dama, Caracol Television
- Do Re Millones, Caracol Television[9]
- Los informantes, Caracol Television
- Locos por la tele, Caracol Television
- Desafío 2015, Caracol Television
- Yo me llamo,[10] Caracol Televisión (2017, 2018, 2019/20 y 2021/22, 2023).}
- Klass 95, Caracol Television

## Presentador
- Francotiradores, RCN Televisión[11]
- Hola Escola, Canal Uno
- También Caerás, Caracol Television[12]
- Día a día, Caracol Television[13]
- Circo Romano, Caracol Television
- Mucho gusto, Canal Capital
- Do Re Millones, Caracol Television
- Yo me llamo, Caracol Television

## Premios
- Tvynovelas
- Premio India Catalina[14]
- Premio Mejor música original en el Tercer Concurso Nacional de FOCINE